# Eragon
Eragon è il primo romanzo della serie fantasy Ciclo dell'Eredità scritto nel 2002 da Christopher Paolini. Ha ottenuto un tale successo da essere tradotto in ventiquattro lingue e trasposto cinematograficamente nel film omonimo del 2006.

## Storia editoriale
Scritto da Christopher Paolini all'età di quindici anni, il libro viene pubblicato dai genitori a loro spese nel 2002. Il figlio del giallista Carl Hiaasen lo scoprì per caso in una libreria del Montana e gli piacque molto; così decise di mostrarlo al padre che lo propose al suo editore. Così Eragon venne ripubblicato e ne furono stampate moltissime copie.

## Trama
Uno Spettro di nome Durza, alla guida di un gruppo di Urgali, tende un agguato a un trio di elfi nel tentativo di rubare un uovo che la donna del gruppo (l'elfa Arya) porta con sé; dopo aver visto i suoi compagni cadere, l'elfa riesce a teletrasportare l'uovo da un'altra parte prima di lasciarsi catturare da Durza, che la porta a Gil'ead.
Eragon è un ragazzo di quindici anni che vive con lo zio Garrow e il cugino Roran nel villaggio di Carvahall, situato nella Valle Palancar tra i monti della Grande Dorsale in Alagaësia; il ragazzo, coraggioso e abile nel cacciare, fu affidato alle cure di Garrow quando era ancora in fasce. Proprio durante una battuta di caccia sulla Dorsale, dal nulla vede comparire con un lampo una grossa pietra blu cobalto davanti a sé; con il passare del tempo Eragon capisce che la pietra è un uovo di drago e quando quest'ultimo si schiude chiama Saphira la dragonessa che ne esce, ricevendo anche un segno sul palmo della mano. Eragon deve comunque allevare Saphira all'insaputa di tutti, in quanto viene anche a sapere della storia di Galbatorix, attuale tiranno di Alagaësia che un secolo fa sterminò i suoi compagni, i Cavalieri dei Draghi, alla guida di tredici traditori chiamati i Tredici Servi, o Rinnegati.
Un giorno, due Ra'zac, i servitori di Galbatorix, raggiungono Carvahall, al che Eragon e Saphira si nascondono nella Grande Dorsale mentre Garrow viene ferito gravemente e la sua fattoria data alle fiamme. Dopo che Garrow muore per le ferite riportate, Eragon e Saphira decidono di inseguire i nemici per vendicare la sua morte; nel viaggio sono accompagnati dal vecchio Brom, cantastorie del villaggio e grande conoscente di draghi, spade e magia. Eragon diviene ben presto un Cavaliere dei Draghi grazie al suo legame con Saphira, e impara l'arte della spada e della magia, la lingua elfica e il codice dei Cavalieri dei Draghi. Inoltre, capisce che Galbatorix vuole lui e Saphira non per ucciderli, ma per essere ancora più potente e regnare fino alla fine dei tempi. Durante il loro tragitto incontrano un vecchio amico di Brom, Jeod, una strega strampalata con il suo gatto mannaro, Angela e Solembum, e Murtagh, un giovane ricercato dall'Impero.
Grazie all'aiuto di Jeod, Eragon e Brom riescono a rintracciare i Ra'zac alla città di Dras-Leona; riescono a infiltrarvici, ma sono costretti a fuggire dopo un'incursione con i Ra'zac, e la notte stessa vengono da loro assaliti e catturati. Poco dopo Murtagh interviene per salvarli e li conduce in una grotta al riparo, ma Brom è rimasto mortalmente ferito durante l'attacco; prima di spirare, rivela a Eragon di essere stato un Cavaliere dei Draghi e gli dà le indicazioni per raggiungere i Varden, la sua unica fonte di salvezza. Una volta sepolto Brom in una tomba di diamante generata dal respiro di Saphira, i due avventurieri e la dragonessa si dirigono verso Gil'ead in cerca di informazioni per trovare i Varden, un gruppo di ribelli che sfida Galbatorix, ma finiscono in un'altra imboscata ed Eragon viene catturato. In una cella umida incontra lo Spettro Durza che cerca invano di estorcergli il suo Vero Nome per poterlo controllare, ma viene salvato da Saphira e Murtagh, il quale affronta e uccide in apparenza Durza. Eragon porta in salvo anche l'elfa catturata a inizio libro, di nome Arya, la quale aveva già intravisto in un paio di visioni nel corso dell'avventura; essendo ella stata avvelenata, per salvarla deve raggiungere i Varden il più in fretta possibile, di cui ella conosce l'ubicazione. Murtagh si dimostra riluttante a seguirli, in quanto viene fuori che egli è figlio dell'ultimo dei Rinnegati, Morzan.
An army of Kull, elite Urgals, chases Eragon to the Varden's headquarters, but is driven off by the Varden, who escort Eragon, Saphira, Murtagh, and Arya to Farthen Dûr, their mountain hideout. Eragon meets the leader of the Varden, Ajihad. Ajihad imprisons Murtagh after he refuses to allow his mind to be read, to determine his allegiance. Eragon is told by Ajihad that Murtagh failed to kill Durza, as the only way to kill a Shade is with a stab through the heart. Orik, nephew of the dwarf King Hrothgar, is appointed as Eragon and Saphira's guide. Eragon also meets Ajihad's daughter, Nasuada, and Ajihad's right-hand man, Jörmundur. He runs into Angela and Solembum again, and visits Murtagh in prison. He is tested by two magicians, The Twins, as well as Arya.
Dopo che un'unità di Kull, degli Urgali d'élite, viene respinta dai ribelli, questi ospitano Eragon, Saphira, Murtagh e Arya alla loro base nelle montagne di Farthen Dûr; il loro capo Ajihad mette alla prova Murtagh, ma questi viene arrestato dopo che egli rifiuta di farsi leggere la mente e conoscere le vere intenzioni. Durante il suo soggiorno a Farthen Dûr, Eragon viene a sapere da Ajihad che Durza è ancora vivo, e l'unico modo per uccidere uno Spettro è infilzargli il cuore. Incontra anche Orik, nipote del re dei Nani Rothgar, che diventa guida sua e di Saphira, e Nasuada e Jörmundur, rispettivamente figlia e braccio destro di Ajihad. Nonostante il turbamento per l'inganno di Murtagh, Eragon viene accolto con feste e complimenti, e, in parte come prova da parte dei Gemelli e di Arya, molte persone chiedono a Eragon aiuti e incantesimi, tra cui una donna che gli chiede di benedire la sua bimba.
Alcune settimane dopo, il Farthen Dûr viene attaccato da immense onde di Urgali sotto il controllo di Durza. Durante la battaglia, Murtagh evade dal carcere del Farthen e si unisce ai combattimenti, mentre Eragon combatte contro Durza: lo Spettro è inizialmente in vantaggio e lo ferisce gravemente alla schiena, procurandogli una cicatrice che gli impedisce di muoversi liberamente come prima, ma Arya e Saphira distruggono l'Isidar Mithrim, un grosso zaffiro, distraendo Durza e permettendo a Eragon di infilzarlo al cuore. Caduto privo di sensi, Eragon viene contattato telepaticamente da un estraneo che gli consiglia di raggiungere Ellesméra, la capitale degli Elfi.

## Personaggi principali
- Eragon è un ragazzo di quindici anni che vive con lo zio e il cugino. È curioso, coraggioso, avventato e bravo con l'arco. Non è mai uscito da Carvahall fino alla morte dello zio; dopo questo, decide di partire con Saphira alla ricerca dei Ra'zac.
- Saphira è la dragonessa dalle squame di xolor zaffiro, legata ad Eragon per la vita. Ha una mente curiosa e antica ed è simpatica, ma quando si arrabbia ricorda a tutti perché i draghi sono temuti tanto.
- Brom è il cantastorie di Carvahall e mentore di Eragon, cui insegna i rudimenti della magia e come tirare di spada. È molto riservato sul suo passato e sul letto di morte si rivela essere un Cavaliere dei Draghi.
- Arya è l'elfa che Eragon salva a Gil'ead dallo Spettro Durza. Coraggiosa e intrepida, ma non avventata, è unica figlia della regina degli elfi Islanzadi.
- Murtagh è il figlio di Morzan, l'ultimo dei Rinnegati. Salva la vita a Eragon e a Brom quando essi vengono sorpresi dai Ra'zac mentre sono accampati e crea un legame quasi fraterno con il ragazzo.
- Galbatorix è il tiranno di Alagaësia ed ex-Cavaliere dei Draghi e Cavaliere dell'enorme drago nero Shruikan.
- Roran è il cugino di Eragon, figlio di Garrow.
- Durza è uno Spettro malvagio agli ordini di Galbatorix. In origine era un umano di nome Carsaib che, dopo la morte dei genitori fu allevato da uno stregone del deserto di nome Haeg; quando Haeg fu ucciso da dei banditi, chiese aiuto a degli spiriti per vendicarlo, ma venne sopraffatto dal loro potere malvagio e divenne lo Spettro che si vede nel libro.
- Garrow è zio di Eragon e padre di Roran. Severo ma molto legato a entrambi, viene ucciso all'inizio del libro dai Ra'zac.
- Urgali sono delle creature enormi con corna d'ariete e occhi gialli che, costretti dall'influsso mentale di Durza, combattono per Galbatorix contro i Varden.
- Ra'zac sono creature orribili e cannibali al comando di Galbatorix.
- Ajihad è il capo dei Varden.
- Nasuada è la giovane figlia di Ajihad. Lega molto con Murtagh, è coraggiosa e molto testarda.
- Rothgar è il re dei nani e capo del clan dei nani chiamato Dûrmgrinst Ingeitum.
- Orik è il figlio adottivo ed erede di Rothgar.
- Tredici Rinnegati sono i Cavalieri dei Draghi che tradirono il loro ordine per seguire Galbatorix.
- Kull fanno parte della stessa famiglia degli Urgali ma sono diversi sia fisicamente sia intellettualmente. Infatti i Kull sono più alti ( sono alti circa 8 piedi = 2m e mezzo) e sono anche più forti fisicamente, ma sono anche più tenaci e resistenti

## Critica
Il romanzo ha suscitato numerose critiche, sia positive sia negative. Una recensione del New York Times evidenzia i numerosi difetti del libro, ma ammette che, nonostante ciò, si tratta comunque di un'opera di talento.
I critici si concentrano in particolare sul fatto che il romanzo trarrebbe eccessiva ispirazione da altre opere: in particolare, alcuni aspetti della trama e i ruoli dei personaggi sarebbero ripresi dalla saga cinematografica di Star Wars (ad esempio, il maestro Brom che guida il giovane Eragon è molto simile alla figura di Obi-Wan Kenobi, ed anche i legami tra i personaggi hanno vari punti in comune), mentre il legame telepatico tra cavalieri e draghi ricorda molto la saga fantascientifica-fantasy Ciclo di Pern di Anne McCaffrey; altri sottolineano che il romanzo ha molti punti in comune con altre saghe fantasy (in particolare il "classico" Il Signore degli Anelli di J.R.R. Tolkien), per quanto riguarda personaggi, dialoghi, ambientazioni, mappa, eventi e tematiche. 
Molte critiche, seppur positive, giudicano l'andamento della trama troppo semplicistico, ritenendo il romanzo buono (considerata la giovane età dell'autore) ma sopravvalutato.

## Riconoscimenti
Il libro ha vinto l'edizione 2006 del premio Nene, assegnato dai giovani delle Hawaii.

## Seguiti
Eragon è il primo libro del Ciclo dell'Eredità. La serie prosegue con Eldest (2005), Brisingr (2008), Inheritance (2011), la raccolta La forchetta, la strega, e il drago: Racconti di Alagaesia (2018) e Murtagh (2023).

## Opere derivate

### Film
Il 15 dicembre 2006 è uscito negli USA (in Italia il 22 dello stesso mese) il film tratto dal libro. Nel cast, oltre a nuovi volti come Edward Speleers, nel ruolo del protagonista Eragon, vi sono attori noti come Jeremy Irons nel ruolo di Brom, John Malkovich nel ruolo del malvagio Galbatorix, Rachel Weisz (che presta la sua voce alla dragonessa Saphira) e la cantante emergente Joss Stone. Il film è prodotto dalla Fox. Il trailer è stato pubblicato nel mese di settembre 2006.
A quattro mesi dall'uscita negli USA il film ha raggiunto un incasso totale di 75.030.000 dollari ma è stato pesantemente criticato soprattutto da parte dei fan, che contestano il fatto che la trama sia totalmente diversa dal libro, come se i quattro libri fossero stati fusi in un'unica pellicola, eliminando per cui molti elementi necessari per collegarlo alla trama del seguito.

### Videogioco
Nel novembre 2006 è uscito un videogioco d'azione in terza persona che ripercorre la trama del film. Realizzato da Stormfront Studios, è uscito per le principali piattaforme disponibili: PlayStation 2, Microsoft Windows, Xbox e Xbox 360; inoltre è uscita una versione per console portatili Nintendo DS, PlayStation Portable e Game Boy Advance, realizzata da Amaze Entertainment.

### Serie televisiva
Nel luglio 2022 Variety ha diffuso la notizia che Disney Television Studios produrrà una serie televisiva basata sulla saga.

## Edizioni
- Christopher Paolini, Eragon, traduzione di Maria Concetta Scotto di Santillo, Fabbri Editori, 2004,  p. 593, ISBN 88-451-0297-1.
- Christopher Paolini, Eragon, traduzione di Maria Concetta Scotto di Santillo, Rizzoli Editore, 2012,  p. 651.